# Nudo de la abuela

Nudo de la abuela.

El nudo de la abuela es un nudo de unión, utilizado para asegurar una cuerda o línea alrededor de un objeto. Es considerado una variante imperfecta y de menor calidad que el nudo de rizo, con el que posee algún parecido superficial. Ninguno de estos nudos deben ser utilizados para unir dos cuerdas juntas.
Cuando se intenta atar un nudo de rizo, es fácilmente producir por equivocación un nudo de abuela. Esto es peligroso debido a que el nudo de la abuela puede deslizarse cuando está muy cargado. Un nudo de la abuela apretado puede atascarse y es más difícil desatarlo que al nudo de rizo. Siempre es más recomendable atar un nudo de rizo. Una forma de distinguirlos es que en el nudo de rizo cada bucle pasa completamente por debajo o por encima (no a través) el cuello del siguiente.
El nudo de rizo se enseña como derecha sobre izquierda, paso por debajo luego derecha sobre izquierda, paso por debajo. El nudo de la abuela es el primer paso repetido dos veces, izquierda sobre derecha, paso por debajo. Lo cual es una equivocación muy común que cometen las personas que están aprendiendo a atar el nudo de rizo.

## Heráldica
En heráldica, el nudo de la abuela es conocido como el «nudo Bourchier», debido a que es un distintivo heráldico de la familia Bourchier.